# Mosaico del Triunfo de Baco

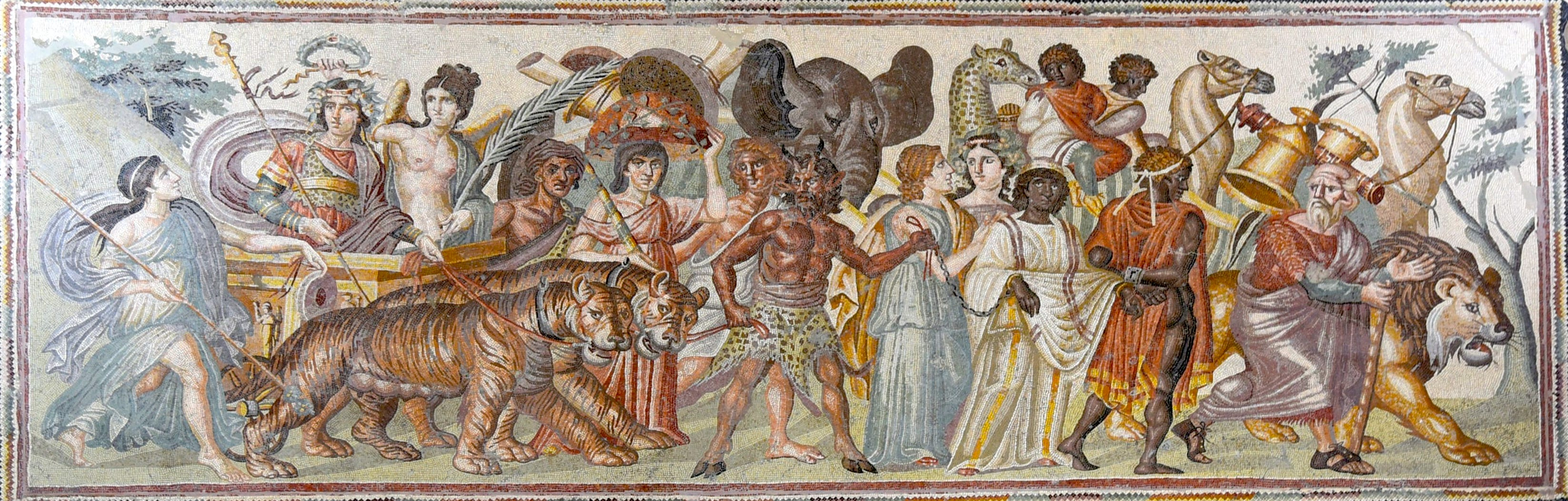
El triunfo de Baco, mosaico de los baños romanos de Sitifis, en la actual Argelia.

El triunfo de Baco es un mosaico de los baños romanos de Sitifis, en la actual Sétif, Argelia. Sitifis se llamaba oficialmente Colonia Augusta Nerviana Martialis Veteranorum Sitifensium, y posteriormente fue la capital de Mauritania Sitifensis. Sitifis (o Setifis) fue fundada en el año 97 por los romanos, durante el reinado de Nerva, como una colonia para veteranos romanos. En esa próspera ciudad se construyó un edificio de baños, decorado con mosaicos, entre ellos, este sobre el dios del vino.
La escena representa al dios griego Dioniso, hijo de Zeus romanizado como Baco y su compañera Ariadna, en su marcha triunfal sobre un carro tirado por tigres, aunque se representan otros animales alrededor como leones, jirafas y elefantes, rodeado de su frenético cortejo habitual de Ménades, Sátiros y Silenos. Entre sus atributos habituales, está su bastón en la mano derecha, su chaleco de piel de pantera, la corona de hojas de vid o hiedra y un manto que le cubre los hombros.
El tema es representado abundantemente en arte, bien en cuadros, (Triunfo de Baco y Ariadna, de Annibale Carracci) relieves (Sarcófago romano del siglo III, Museo Metropolitano de Nueva York) y frisos (por ejemplo, el de la Villa pompeyana de los Misterios).